# قهرمانی کشتی جهان ۲۰۰۰
قهرمانی کشتی جهان ۲۰۰۰ پنجاه و دومین دوره از رقابت‌های قهرمانی جهان می‌باشد که از ۱ تا ۳ سپتامبر ۲۰۰۰ در صوفیه، بلغارستان برگزار گردید.

## جدول مدال‌ها
| رتبه           | کشور                | طلا | نقره | برنز | مجموع |
| -------------- | ------------------- | --- | ---- | ---- | ----- |
| ۱              | ژاپن                | ۲   | ۱    | ۲    | ۵     |
| ۲              | اوکراین             | ۱   | ۱    | ۰    | ۲     |
| ۲              | ایالات متحده آمریکا | ۱   | ۱    | ۰    | ۲     |
| ۴              | کانادا              | ۱   | ۰    | ۲    | ۳     |
| ۵              | اتریش               | ۱   | ۰    | ۰    | ۱     |
| ۶              | روسیه               | ۰   | ۲    | ۰    | ۲     |
| ۷              | لهستان              | ۰   | ۱    | ۰    | ۱     |
| ۸              | آلمان               | ۰   | ۰    | ۱    | ۱     |
| ۸              | سوئد                | ۰   | ۰    | ۱    | ۱     |
| مجموع (۹ کشور) | مجموع (۹ کشور)      | ۶   | ۶    | ۶    | ۱۸    |

## رده‌بندی تیمی
| رتبه | آزاد زنان           | آزاد زنان |
| رتبه | تیم                 | امتیازات  |
| ---- | ------------------- | --------- |
| ۱    | ژاپن                | ۴۸        |
| ۲    | روسیه               | ۳۴        |
| ۳    | کانادا              | ۳۱        |
| ۴    | اوکراین             | ۲۷        |
| ۵    | ایالات متحده آمریکا | ۲۵        |
| ۶    | آلمان               | ۲۰        |
| ۷    | لهستان              | ۱۹        |
| ۸    | سوئد                | ۱۸        |
| ۹    | فرانسه              | ۱۳        |
| ۱۰   | بلغارستان           | ۱۳        |

## خلاصه مدال‌ها

### آزاد زنان
| رویداد | طلا                                  | نقره                                   | برنز                  |
| ۴۶ ک‌گ  | ایرینا مرلنی · اوکراین               | Inga Karamchakova · روسیه              | کارول هوین · کانادا   |
| ۵۱ ک‌گ  | هیتومی اوبارا · ژاپن                 | پاتریشیا میراندا · ایالات متحده آمریکا | Ida Hellström · سوئد  |
| ۵۶ ک‌گ  | Seiko Yamamoto · ژاپن                | Tetyana Lazareva · اوکراین             | Jennifer Ryz · کانادا |
| ۶۲ ک‌گ  | Nikola Hartmann · اتریش              | Rena Iwama · ژاپن                      | اشتفانی گوس · آلمان   |
| ۶۸ ک‌گ  | Kristie Marano · ایالات متحده آمریکا | Anna Shamova · روسیه                   | Tomoe Miyamoto · ژاپن |
| ۷۵ ک‌گ  | کریستین نوردهاگن ویرلینگ · کانادا    | Edyta Witkowska · لهستان               | کیوکو هاماگوچی · ژاپن |